# Кіріллова Лариса Миколаївна
Лариса Миколаївна Кіріллова (Котова) (рос. Лариса Николаевна Кири́ллова (Котова); *1943) — російська радянська живописиця та педагог, Заслужений художник РСФСР (1987), член-кореспондент АХ СРСР (1988), дійсний член Російської академії мистецтв, член Санкт-Петербурзької Спілки художників (до 1992 — Ленінградська організація Спілки художників РСФСР). Директор Санкт-Петербурзького державного академічного художнього ліцею.

## Біографія
Кіріллова (Котова) Лариса Миколаївна народилася 12 грудня 1943 року в Новосибірську. В 1962 році вона закінчила в Ленінграді середню художню школу та вступила на факультет живопису ЛІЖСА імені І. Є. Рєпіна. В 1968 році закінчила інститут в класі В. М. Орєшнікова з присвоєнням кваліфікації художника живопису. Дипломна робота — картина «На полі».
В 1971–1974 роках працювала в творчій майстерні АХ СРСР під керівництвом В. М. Орєшнікова. З 1973 року почала викладати в Середній Художній школі при ЛІЖСА імені І. Є. Рєпіна (нині — ліцей імені Б. В. Йогансона РАХ), директор з 1988 року. Одночасно працювала і в творчій галузі, переважно в жанрі портрета та тематичної картини. Брала участь у виставках з 1969 року. Для творчості Кіріллової характерні звернення до вічних тем мистецтва — материнства, сім'ї, краси людини, що розкриваються в жіночих образах сучасниць. Серед творів створених Кірілловою, картини «В суботній вечір» (1970), «Портрет доярки Л. Тур» (1971), «Дівчина з граблями», «Колгоспниці» (обидві 1973), «Автопортрет» (1974), «Портрет Д. А. Курової», «На прополюванні» (обидві 1976), «Біля вишні», «Молода матір» (обидві 1977), «Сінокіс. Відпочинок» (1980), «Катя біля піаніно» (1981), «Дівчинка біля вікна» (1986), «Щастя» (1987), «Сінокіс» (1989), «Портрет дочки. Катя» (1994), «Мистецтво» (1996) та інші.
Кіріллова Лариса Миколаївна є дійсною членкинею РАМ, а також дійсною членкинею Петровської Академії наук та мистецтв. Її твори зберігаються в Російському музеї, Третьяковській галереї, в художніх музеях та приватних зібраннях в Росії і за кордоном.